# Apetit

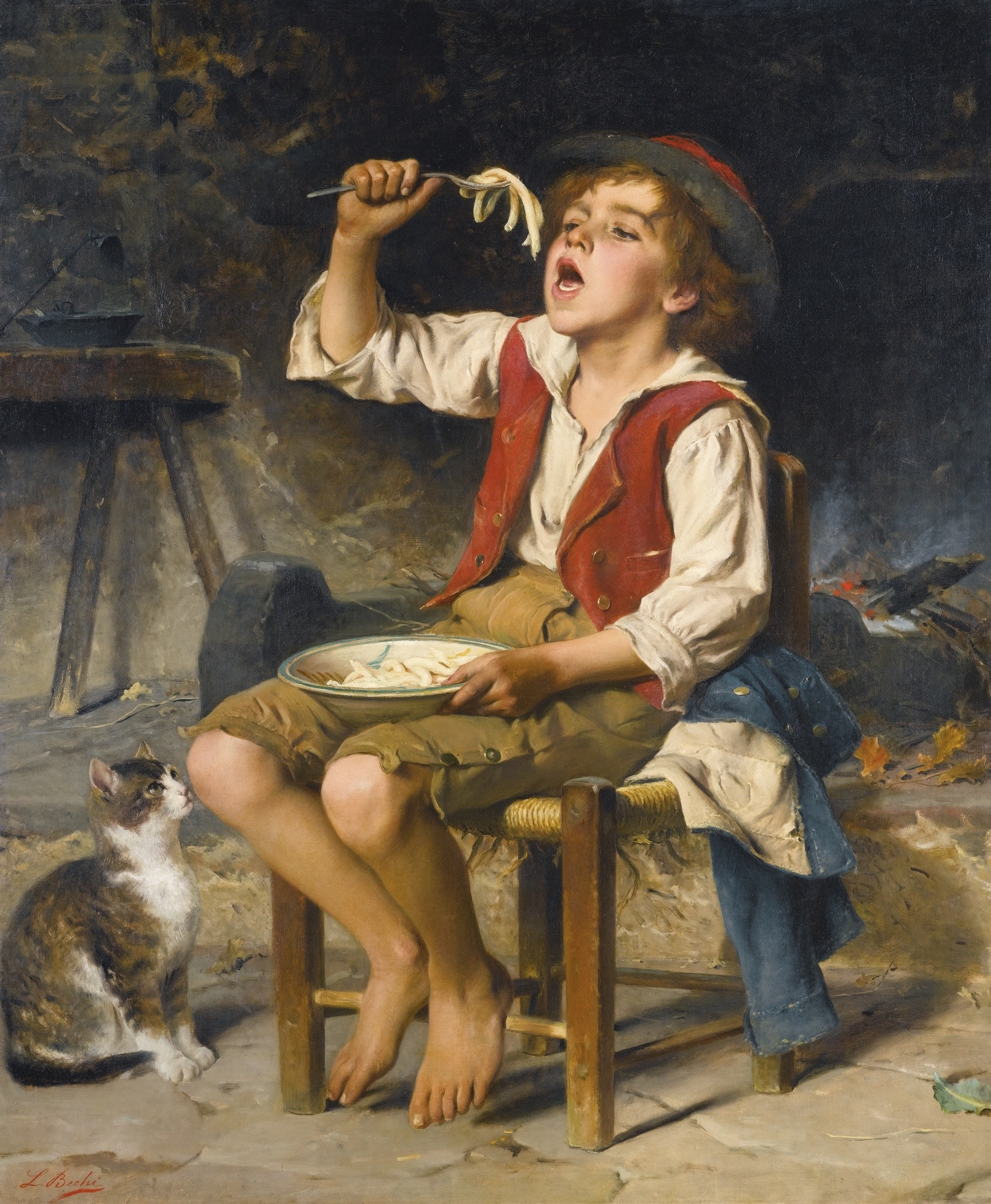
obědvající chlapec, Luigi Bechi, 1864

Apetit (franc. appétit, touha, chuť) je psychický pochod způsobující chuť k jídlu. Jen zčásti jej způsobuje fyziologický hlad. Ale rozdíl v tom, jak je motivován příjem potravy (potřeba či potěšení), hraje roli ve změně tělesné hmotnosti. Jistou roli hraje i hormon ghrelin. Poruchami apetitu jsou například anorexie, bulimie či záchvatovité přejídání.
Přeneseným významem je i libido („sexuální apetit“).